# Mont Sió

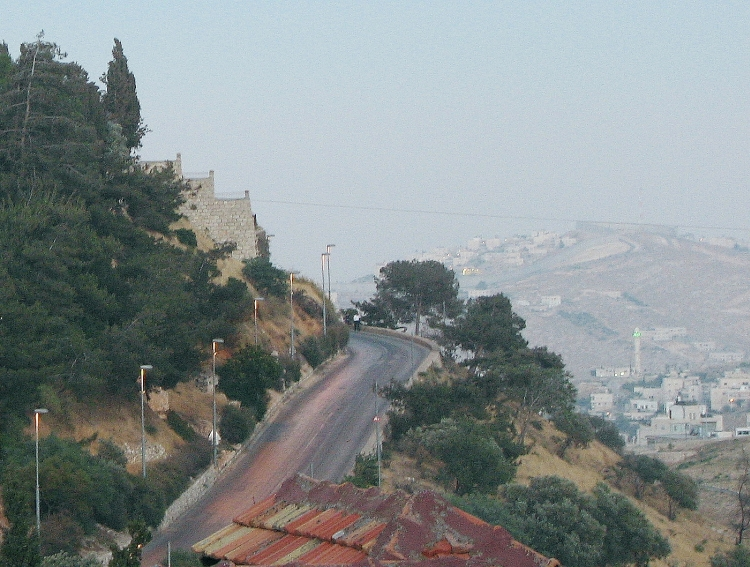
Carretera del Papa, cap al cim del Mont Sió.

El Mont Sió, també anomenat de vegades Montsió o Monti-sion (grec antic: Σιών, Sĭṓn; llatí: Siōn; hebreu: הר ציון, Har Tzion‎, ‘turó erm’; àrab: جبل صِهْيَوْن, Jabal Ṣihyawn), fou una fortalesa o turó de 765 m situat als afores de les actuals murades de la ciutat antiga de Jerusalem, però que en temps bíblics era part íntegra de la Ciutat. El mot Sió es convertí en un sinònim de Jerusalem i d'Israel per als jueus que en vivien lluny. Hi ha raons per creure que en temps bíblics el nom de Sió es referia a l'àrea que actualment és coneguda pels jueus com la Ciutat de David, i no al turó que actualment porta aquest nom i que és just a la vora occidental de la vall de Guehinnom, que la separa de la Ciutat de David.
Els llocs importants situats en el mont Sió són la tomba del rei David i l'habitació de la Santa Cena. La cambra de l'holocaust (Martef HaShoah) també està situada en el mont Sió. Un altre lloc d'interès és el cementiri catòlic, on és enterrat Oskar Schindler, que salvà les vides de 1.200 jueus durant la Segona Guerra Mundial.
El sinuós camí que porta cap al cim del mont Sió s'anomena el camí del Papa (Derekh Ha'apifyor), perquè va ser pavimentat en honor de la històrica visita a Jerusalem per part del papa Pau VI l'any 1964. Entre els anys 1948 i 1967, aquesta franja de terra va ser considerada com a terra de ningú per part d'Israel i Jordània. El moviment sionista pren el seu nom d'aquest turó.

## Etimologia
L'etimologia de la paraula Sió és incerta. Esmentat a la Bíblia al Llibre de Samuel (2Sa 5:7) com el nom de la fortalesa jebusita conquerida pel rei David, el seu origen probablement és anterior als israelites. Si és semític, pot estar associat amb l'arrel hebrea ṣiyyôn (‘castell’). Encara que l'àrab no es parlarà a Jerusalem fins mil set-cents anys més tard, el nom en aquesta llengua és similar i pot estar connectat amb l'arrel ṣiyya (‘terra seca’) o amb xanā (‘protegir’ o ‘ciutadella’). També podria estar relacionat amb l'arrel àrab ṣahî (‘pujar al cim’) o ṣuhhay (‘torre’ o ‘cim de la muntanya’). També s'ha suggerit una relació no semítica amb la paraula hurrita šeya (‘riu’ o ‘rierol’).